# Emil Hillberg

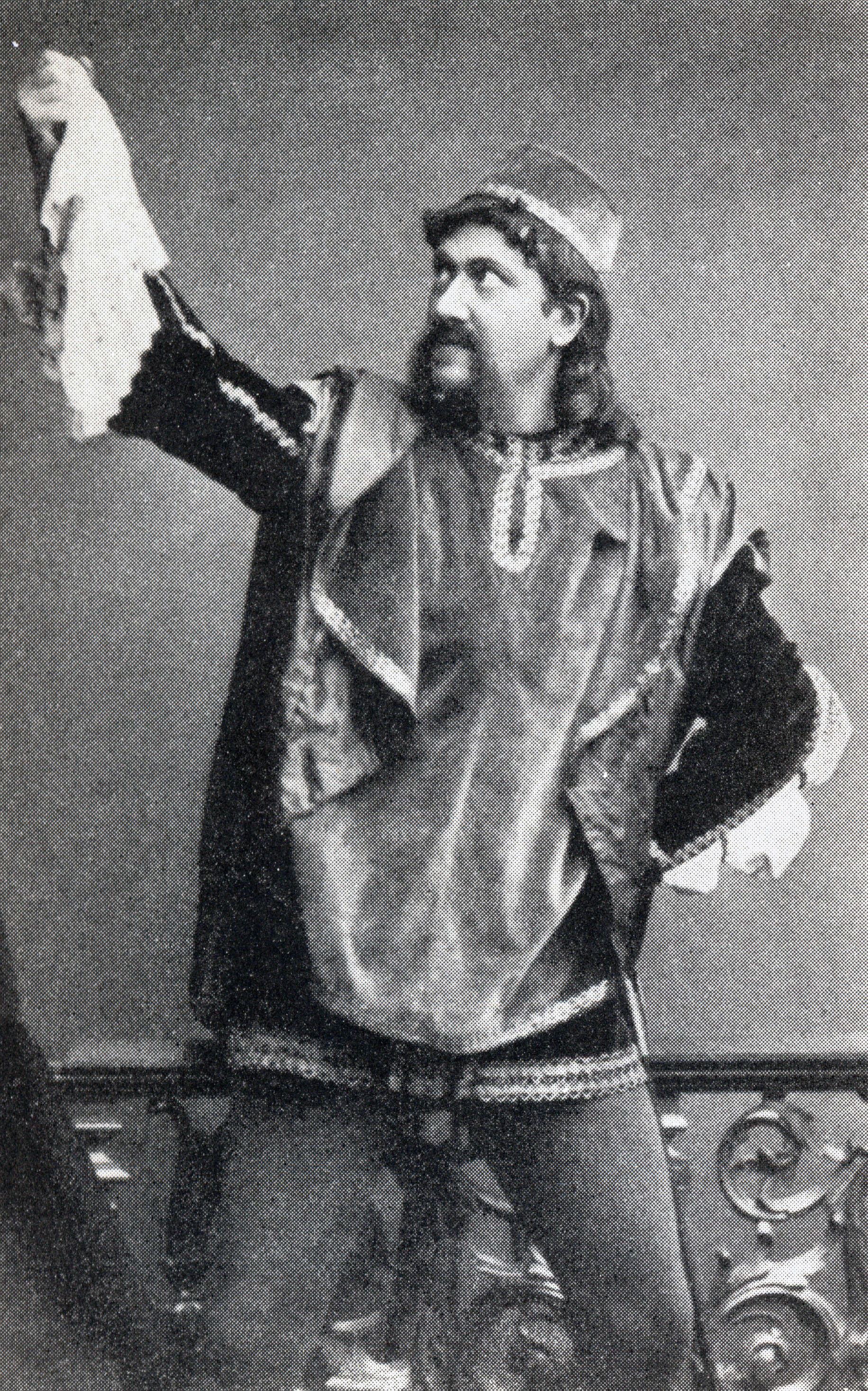
Som Jago i Othello.

Carl Vilhelm Emil Hillberg, född 18 februari 1852 i Stockholm, död 26 december 1929 i Trosa, var en svensk skådespelare.

## Biografi
Hillberg scendebuterade på Dramaten 1873 som Benvolio i Romeo och Julia, men föredrog sedan att ta skilda engagemang framför en fast anställning.
1873–1874 var han anställd vid Wilhelm Åhmans teatersällskap, 1874–1878 vid Svenska Teatern i Helsingsfors, samt 1878–1879, 1881–1882, 1884–1886, 1898–1901 och 1903–1908 vid Svenska teatern, Stockholm, samt 1879–1880, 1886–1897, och 1908–1919 vid Dramatiska teatern, 1897–1898 vid Vasateatern och 1902–1903 vid Olympiatetern.
Stora roller under denna tid var som Jago i Othello på Kungliga Teatern 1879, som Gert Bokpräntare i urpremiären av Mäster Olof på Svenska (Nya) teatern i Stockholm 1881 och som doktor Stockman i En folkefiende på Stora Teatern 1883. Han misslyckades som direktör för Stora Teatern 1880.
Hillberg var även direktör för den resande elevteatern Sydsvenska skådebanan 1901–1902, samt gästspelade i Oslo, Helsingfors, Göteborg och i svenska landsorten.
Han fick fast engagemang på Dramaten 1886 och blev kvar där till 1897. Berömda rolltokningar under den tiden var som Tartuffe 1886 och som Shylock i Köpmannen i Venedig 1895. Åren 1897–1908 var han vid Albert Ranfts teatrar och spelade bland annat huvudrollen i Strindbergs Gustav Vasa vid uruppförandet 1899 och likaså i Tor Hedbergs Johan Ulfstjerna vid dess uruppförande 1907. Han återvände till Dramaten 1908–1919. 
Sitt sista framträdande gjorde han 1927 på Konserthusteatern.
I Myggans nöjeslexikon framhålls att Hillberg var en banbrytare för en realistisk-psykologisk spelstil och en orädd sökare. Hans lynniga karaktär var emellertid till förfång för honom både i karriären och privatlivet.
Han översatte även Hugo von Hofmannsthals Envar: der gamla spelet, som framställer den rike mannens ändalykt (Bonnier, 1916).
Emil Hillberg är begravd på Norra begravningsplatsen utanför Stockholm. Han var far till skådespelaren Gösta Hillberg.

## Teater

### Roller (ej komplett)
| År   | Roll                              | Produktion                                                              | Regi            | Teater                       |
| ---- | --------------------------------- | ----------------------------------------------------------------------- | --------------- | ---------------------------- |
| 1873 | Härved Bosson                     | Bröllopet på Ulfåsa Frans Hedberg                                       |                 | Kungliga Dramatiska Teatern  |
| 1876 | Axel                              | Axel och Valborg Adam Oehlenschläger                                    |                 | Svenska teatern, Helsingfors |
| 1879 | Robert Schmidt                    | Hvem är han? Richard Kaufmann                                           |                 | Nya teatern                  |
| 1887 | Ulrik Brendel                     | Rosmersholm Henrik Ibsen                                                |                 | Kungliga Dramatiska Teatern  |
| 1892 | General von Sonnenfels            | Krig i fred (Krieg im Frieden) Gustav von Moser och Franz von Schönthan |                 | Dramatiska Teatern           |
| 1895 | Gustav II Adolf                   | Regina von Emmeritz Zacharias Topelius                                  |                 | Dramatiska Teatern           |
| 1895 |                                   | Vasantasena Çudraka                                                     |                 | Stora Teatern, Göteborg      |
| 1897 | Gert Bokpräntare                  | Mäster Olof August Strindberg                                           |                 | Vasateatern                  |
| 1898 | Varignolles                       | Marcelle Victorien Sardou                                               |                 | Vasateatern                  |
| 1898 | Nicolas Arnesson                  | Kungsämnena Henrik Ibsen                                                | Harald Molander | Vasateatern                  |
| 1898 | Duval                             | Kameliadamen Alexandre Dumas d.y.                                       |                 | Vasateatern                  |
| 1898 | Fritz Husum Jensen, f.d. löjtnant | Familjen Jensen Edgard Høyer                                            |                 | Svenska teatern, Stockholm   |
| 1899 | Örnulf                            | Härmännen på Helgoland Henrik Ibsen                                     |                 | Svenska teatern, Stockholm   |
| 1899 | Sankte Per                        | Stor-Klas och Lill-Klas Gustaf af Geijerstam                            | Harald Molander | Svenska teatern, Stockholm   |
| 1899 | Gustav Vasa                       | Gustav Vasa August Strindberg                                           |                 | Svenska teatern, Stockholm   |
| 1900 |                                   | Provkandidaten Max Dreyer                                               |                 | Svenska teatern, Stockholm   |
| 1900 | Knut Porse                        | Folkungasagan August Strindberg                                         |                 | Svenska teatern, Stockholm   |
| 1900 | Konsul Bernick                    | Samhällets stöttepelare Henrik Ibsen                                    |                 | Svenska teatern, Stockholm   |
| 1902 | Generalen                         | Pariserpojken Jean-François Bayard och Émile Vanderbruch                |                 | Olympiateatern               |
| 1904 | Alessandro Alberini               | Lucifer Enrico Annibale Butti                                           | Karl Hedberg    | Svenska teatern, Stockholm   |
| 1905 | Dag                               | Daglannet Björnstjerne Björnson                                         |                 | Svenska teatern, Stockholm   |
| 1905 | Greve Walther                     | Greven av Antwerpen Per Hallström                                       |                 | Svenska teatern, Stockholm   |
| 1905 | Don Antonio Giusteri              | Lågor i dunklet Enrico Annibale Butti                                   |                 | Svenska teatern, Stockholm   |
| 1906 |                                   | Flyttfåglar Maurice Donnay och Lucien Descaves                          |                 | Svenska teatern, Stockholm   |
| 1906 | Hans, förre ålderman              | Gillets hemlighet August Strindberg                                     | Karl Hedberg    | Svenska teatern, Stockholm   |
| 1906 |                                   | Livet på landet Fritz Reuter                                            |                 | Svenska teatern, Stockholm   |
| 1906 | Folkvar Lagmansson                | Gurre Holger Drachmann                                                  |                 | Svenska teatern, Stockholm   |
| 1907 | Henrik IV                         | Henrik IV William Shakespeare                                           |                 | Svenska teatern, Stockholm   |
| 1907 | Gert Bokpräntare                  | Mäster Olof August Strindberg                                           |                 | Svenska teatern, Stockholm   |
| 1927 | Johan Ulfstjerna                  | Johan Ulfstjerna Tor Hedberg                                            | Per Lindberg    | Konserthusteatern            |